# Asociación Escéptica de Chile
Asociación Escéptica de Chile, también conocida por su acrónimo AECH, es una organización creada en Santiago en mayo de 2010, con el fin de refutar las afirmaciones irracionales que se hacían en esos momentos en la televisión. Pronto, la organización tuvo eco y recibió la atención de la prensa.
La asociación se dedica a la promoción del escepticismo y del pensamiento crítico, así como al desenmascaramiento de las personas que obtienen beneficios divulgando pseudociencias y afirmaciones sobrenaturales. De esta manera, la asociación critica la difusión de, por ejemplo, homeopatía, teorías de conspiración, grafología y ufología, y denuncia la realización de cursos y terapias no demostradas científicamente en universidades y centros docentes.
Para lograr sus objetivos se ayuda de medios de comunicación como una página web que se actualiza semanalmente, programas de radio y brinda conferencias quincenales sobre temas de escepticismo.

## Actividades

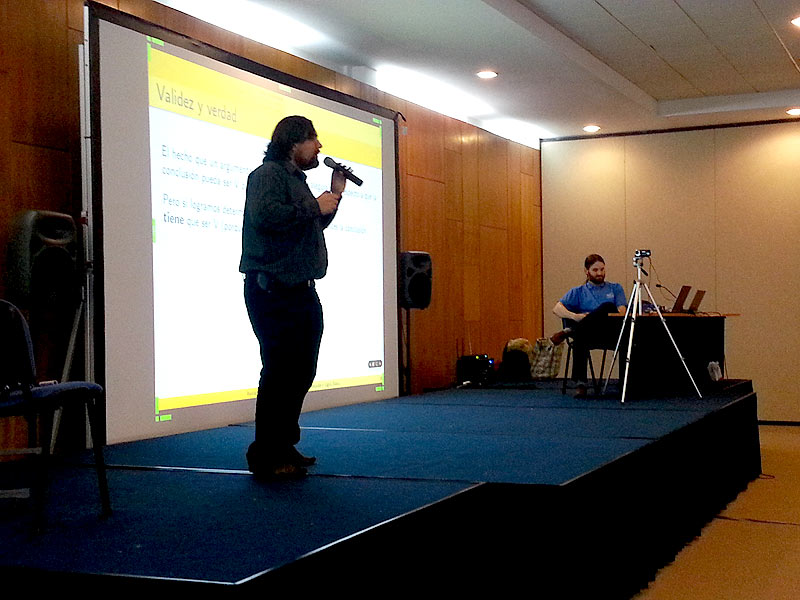
Taller “Argumentación y lógica básica” organizado por la asociación en conjunto con la Universidad Técnica Federico Santa María

- Los miembros de la asociación participaron en el "suicidio homeopático" convocado por la Campaña 10:23 en febrero de 2011,[3] aunque debió cambiar el nombre de dicha actividad, ya que en Chile es ilegal llamar o intentar suicidarse.

- Con motivo de la incorporación de una vidente dentro del equipo técnico de rescatistas del accidente de aviación en septiembre de 2011 en el Archipiélago Juan Fernández, la organización manifestó su rechazo, enviando una carta al Ministerio de Defensa solicitando información sobre el aporte de los médium a las investigaciones y el coste económico de estas al erario público.[4] El oportunismo de esta acción recibió cobertura en la prensa.[5]

- Para el domingo 1 de abril de 2012 organizaron una Apostasía colectiva, campaña cuyo objetivo, promover la renuncia en masa a la Iglesia católica, captó el interés tanto de medios nacionales[6][7][8][9][10][11] como de medios internacionales.[12]

- Entre los días 25 de agosto y 1 de septiembre organizó el  Taller “Argumentación y Lógica Básica”  en conjunto con la Universidad Técnica Federico Santa María, con el objeto de difundir técnicas de pensamiento lógico y científico entre la comunidad del Barrio Universitario de San Joaquín, en Santiago.[13]

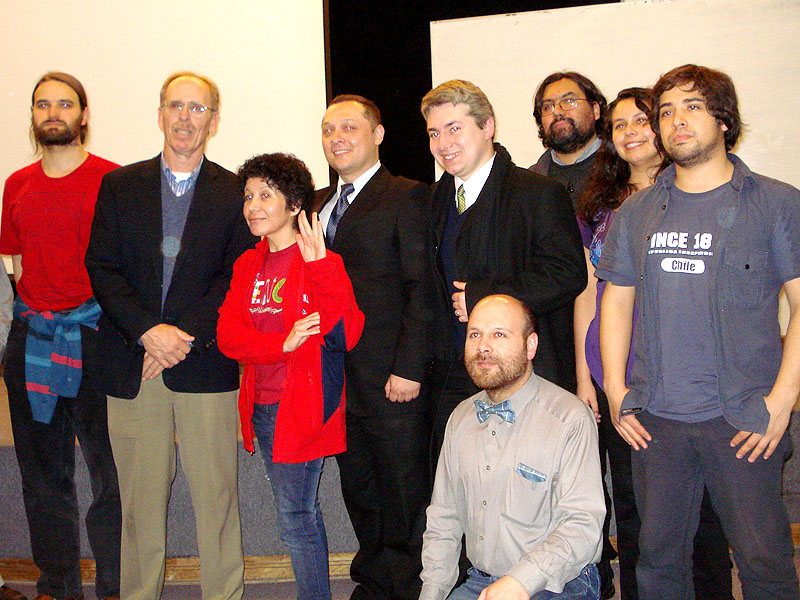
Algunos miembros de la Asociación Escéptica de Chile junto al Dr. Carlton R. Pennypacker, en la vigésimo novena charla organizada por la asociación

- La asociación organiza periódicamente charlas públicas gratuitas que promuevan el escepticismo y el pensamiento crítico. Estas charlas se denominan Encuentros Escépticos y su formato considera la exposición del invitado, una sesión de preguntas y respuestas y un debate, respectivamente. En una de las charlas organizadas, la vigésimo novena, el invitado fue el Dr. Carlton R. Pennypacker, astrofísico de la Universidad de California en Berkeley y del Lawrence Berkeley National Laboratory, doctorado en la Universidad de Harvard, ganador del Premio Gruber en Cosmología como miembro del equipo del Supernova Cosmology Project, y parte del equipo que ganó el Premio Nobel de Física en 2011. Otro invitado importante que expuso en una de estas charlas (la vigésimo segunda) fue el astrónomo y astrofísico José Maza Sancho, Premio Nacional de Ciencias Exactas de Chile 1999.

- Para finalizar el 2012, la asociación organizó en conjunto con la Universidad Tecnológica Metropolitana (Chile) el ciclo "Pseudociencia en Chile",[14] compuesto por cuatro Encuentros Escépticos.

- En 2014, la asociación organizó, para los días 9 y 10 de octubre, el congreso “Educación, ciencia y pseudociencia en el Chile del siglo XXI”, donde se destaca la participación del físico, filósofo, epistemólogo y humanista argentino Mario Bunge y del astrónomo y astrofísico chileno José Maza Sancho.[15] en conjunto con la Universidad Tecnológica Metropolitana (Chile) el ciclo "Pseudociencia en Chile",[14] compuesto por cuatro Encuentros Escépticos.
- Durante 2015 tuvo participación a nivel mediático en defensa del libre pensamiento.
- Durante 2016 participó en la organización de la Escuela de Astronautas en San Francisco de Mostazal y patrocinó el Primer Encuentro Científico en dicha comuna. En ese encuentro participaron destacados científicos como José Maza y el candidato a Astronauta Chileno Klaus von Storch, el escritor Nolberto Salinas, Manuel Cozano el director de   Grupo de Investigaciones Paleontológicas de Chile, Grinpach, etc.

## Difusión mediática

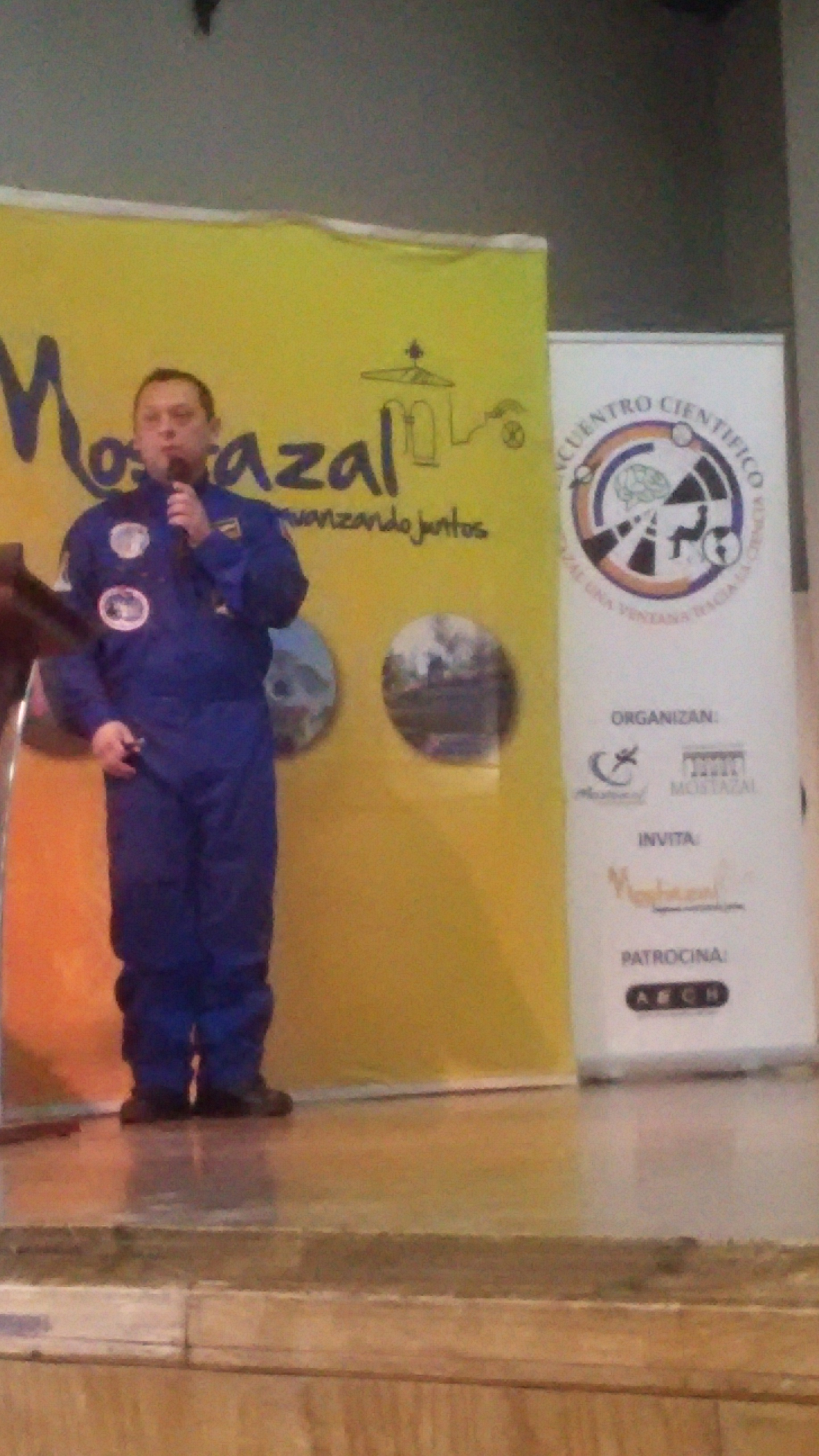
Patrocinio y organización del I encuentro Científico en San Francisco de Mostazal y de la Escuela de Astronautas en dicha comuna

La AECH ha sido invitada a muchos programas de televisión y radio para expresar una contraparte escéptica en temas polémicos, tales como la Atlántida, psíquicos, brujerías, videntes, predicciones y fantasmas. A fines de 2012 principalmente como refutadores de la popular teoría del fin del mundo.
Sin embargo a través de la radio es donde ha logrado tener un mayor espacio, dado que ha podido desarrollar programas de difusión del escepticismo:
- Mundos ocultos (2011): programa en vivo emitido por Radio Agricultura (92.1 FM), Santiago de Chile. El programa era transmitido los días sábados, en un horario de 22:30 a 24:00 horas, y estuvo compuesto por 8 capítulos.
- La verdad de la milanesa (2011): programa en vivo emitido por Radio Bío-Bío (99.7 FM), Santiago de Chile. El programa era transmitido los días martes, en un horario de 22:00 a 23:00 horas, y estuvo compuesto por 10 capítulos.

Dentro de los artículos periódicos que la asociación pública hay algunos que por el tema controversial han alcanzado difusión mediática. Un ejemplo fue cuando desenmascararon las técnicas  Sebastían Lía como "medium" en el programa homónimo de Televisión Nacional de Chile.